# Matrículas de automóveis da Polónia

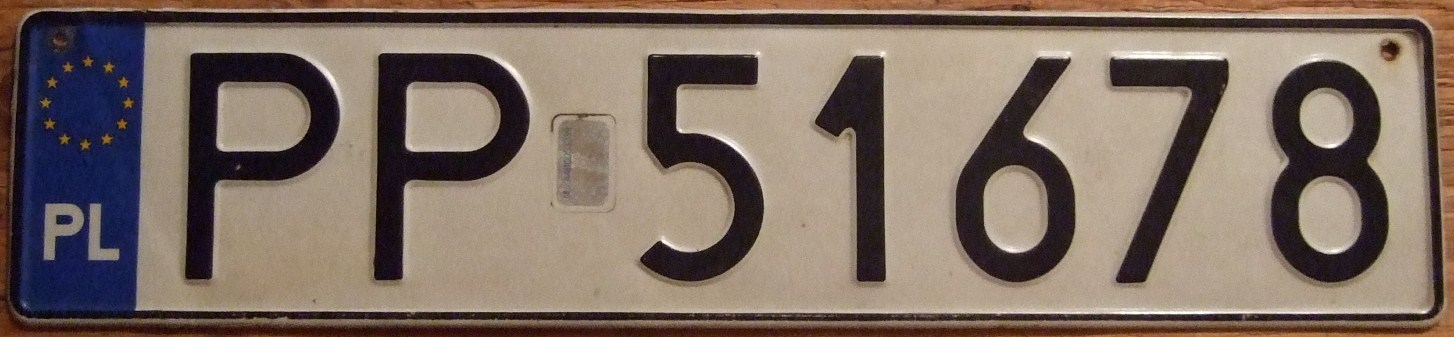
Matrícula de Pila

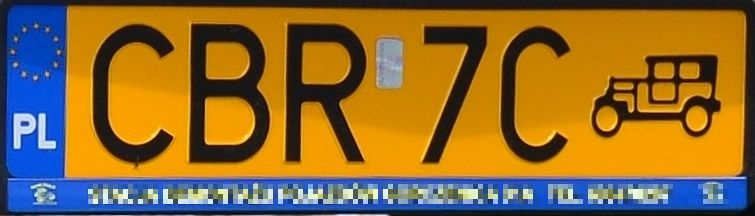
Matrícula antiga

A primeira letra indica a voivodia

As matrículas polacas desde 1 de Maio de 2000 têm letras pretas com fundo branco. Cada cidade/powiat tem duas ou três letras correspondentes. Existem várias formas de formar estas matrículas:
- Duas letras (#-letra, *-dígito); existem três possibilidades de combinação: ## *****, ## ****# ou ## ***##
- Três letras; existem seis combinações possíveis: ### #***, ### **##, ### *#**, ### **#*, ### *##* ou ### ##**.
- As motas e tractores têm ## **** ou ## ***#, para as cidades/powiats com duas letras; quando correspondem três letras à cidade/powiat, as combinações possíveis são identicas às dos carros. (Letras a preto e fundo branco)
- Os automóveis mais antigos têm ## **# (com duas letras) ou ### *# (com três letras), sendo as letras pretas e o fundo amarelo.
- Aos automóveis temporários ou exportados correspondem as combinações: #* ****, #* ***# (a primeira letra corresponde à região) com as letra vermelhas e o fundo branco. #* *** B - para veículos em teste.
- As matrículas diplomáticas são: # ******. Com letras brancas e o fundo azul. (Na sua maioria a letra é o W e os três primeiros dígitos indicam o país.)

As letras B, D, I, O, Z não podem existir nas matrículas, pois não correspodem a qualquer cidade/powiat. No entanto existem alguns powiat onde estas são utilizadas polemicamente. A letra Q não é utilizada de todo.

## Indicadores de Powiat
| Baixa Silésia | Cujávia-Pomerânia | Província de Lodz | Província de Lublin |
| --- | --- | --- | --- |
| DB - Wałbrzych (cidade) DBA - Wałbrzych (Powiat) DBL - Bolesławiec DDZ - Dzierżoniów DGL - Głogów DGR - Góra DJ - Jelenia Góra (cidade) DJA - Jawor DJE - Jelenia Góra (Powiat) DKA - Kamienna Góra DKL - Kłodzko DL - Legnica (cidade) DLB - Lubań DLE - Legnica (Powiat) DLU - Lubin DLW - Lwówek Śląski DMI - Milicz DOA - Oława DOL - Oleśnica DPL - Polkowice DSR - Środa Śląska DST - Strzelin DSW - Świdnica DTR - Trzebnica DW - Wrocław (cidade) DWL - Wołów DWR - Wrocław (Powiat) DZA - Ząbkowice Śląskie DZG - Zgorzelec DZL - Złotoryja | CAL - Aleksandrów Kujawski CB - Bydgoszcz (cidade) CBR - Brodnica CBY - Bydgoszcz (Powiat) CCH - Chełmno CG - Grudziądz (cidade) CGD - Golub-Dobrzyń CGR - Grudziądz (Powiat) CIN - Inowrocław CLI - Lipno CMG - Mogilno CNA - Nakło CRA - Radziejów CRY - Rypin CSE - Sepólno Krajenskie CSW - Świecie CT - Toruń (cidade) CTR - Toruń (Powiat) CTU - Tuchola CW - Włocławek (cidade) CWA - Wabrzezno CWL - Włocławek (Powiat) CZN - Żnin | EBE - Bełchatów EBR - Brzeziny EKU - Kutno EL - Łódź (cidade) ELA - Łask ELC - Łowicz ELE - Łęczyca ELW - Łódź Wschód (Powiat de Lodz este) EOP - Opoczno EP - Piotrków Trybunalski (cidade) EPA - Pabianice EPD - Poddębice EPI - Piotrków Trybunalski (Powiat) EPJ - Pajeczno ERA - Radomsko ERW - Rawa Mazowiecka ES - Skierniewice (cidade) ESI - Sieradz ESK - Skierniewice (Powiat) ETM - Tomaszów Mazowiecki EWE - Wieruszów EWI - Wieluń EZD - Zduńska Wola EZG - Zgierz | LB - Biała Podlaska (cidade) LBI - Biała Podlaska (Powiat) LBL - Biłgoraj LC - Chełm (cidade) LCH - Chełm (Powiat) LHR - Hrubieszów LJA - Janów Lubelski LKR - Kraśnik LKS - Krasnystaw LLB - Lubartów LLE - Łęczna LLU - Łuków LOP - Opole LPA - Parczew LPU - Puławy LRA - Radzyń Podlaski LRY - Ryki LSW - Świdnik LTM - Tomaszów Lubelski LU - Lublin (cidade) LUB - Lublin (Powiat) LWL - Włodawa LZ - Zamość (cidade) LZA - Zamość (Powiat) |
| Lubúsquia | Pequena Polónia | Mazóvia | Província de Opole |
| FG - Gorzów Wielkopolski (cidade) FGW - Gorzów Wielkopolski (Powiat) FKR - Krosno Odrzańskie FMI - Międzyrzecz FNW - Nowa Sól FSD - Strzelce Krajeńskie - Drezdenko FSL - Słubice FSU - Sulęcin FSW - Świebodzin FWS - Wschowa FZ - Zielona Góra (cidade) FZA - Żary FZG - Żagań FZI - Zielona Góra (Powiat) | KBC - Bochnia KBR - Brzesko KCH - Chrzanów KDA - Dąbrowa Tarnowska KGR - Gorlice KLI - Limanowa KMI - Miechów KMY - Myślenice KN - Nowy Sącz (cidade) KNS - Nowy Sącz (Powiat) KNT - Nowy Targ KOL - Olkusz KOS - Oświęcim KPR - Proszowice KR - Cracóvia (cidade) KRA - Cracóvia (Powiat) KSU - Sucha Beskidzka KT - Tarnów (cidade) KTA - Tarnów (Powiat) KTT - Tatrzański (Zakopane) KWA - Wadowice KWI - Wieliczka                     | WA - Varsóvia (Białołęka) WB - Varsóvia (Bemowo) WBR - Białobrzegi WCI - Ciechanów WD - Varsóvia (Bielany) WE - Varsóvia (Mokotów) WF - Varsóvia (Praga Południe) WG - Garwolin WGM - Grodzisk Mazowiecki WGR - Grójec WGS - Gostynin WH - Varsóvia (Praga Północ) WI - Varsóvia (Śródmieście) WJ - Varsóvia (Targówek) WK - Varsóvia (Ursus) WKZ - Kozienice WL - Legionowo WLI - Lipsko WLS - Łosice WM - Mińsk Mazowiecki WMA - Maków Mazowiecki WML - Mława WN - Varsóvia (Ursynów) WND - Nowy Dwór Mazowiecki WO - Ostrołęka (cidade) WOR - Ostrów Mazowiecka WOS - Ostrołęka (Powiat) WOT - Otwock WP - Płock (cidade) WPI - Piaseczno WPL - Płock (Powiat) WPN - Płońsk WPR - Pruszków WPU - Pułtusk WPY - Przysucha WPZ - Przasnysz WR - Radom (cidade) WRA - Radom (Powiat) WS - Siedlce (cidade) WSC - Sochaczew WSE - Sierpc WSI - Siedlce (Powiat) WSK - Sokołów Podlaski WSZ - Szydłowiec WT - Varsóvia (Wawer) WU - Varsóvia (Ochota) WV - Wołomin WW ****( termina em K, L, M, N, V) - Varsóvia (Włochy) WW ****(termina em F, G, H, J, W) - Varsóvia (Wilanów) WW ****(termina em A, C, E, X, Y) - Varsóvia (Rembertów) WWE - Węgrów WWL - Wołomin WWY - Wyszków WX - Varsóvia (Żoliborz) WX ***Y# - Varsóvia (Wesoła) WY - Varsóvia (Wola) WZ - Warszawski Zachodni(Powiat de Varsóvia Oeste) WZU - Żuromin WZW - Zwoleń WZY - Żyrardów | OB - Brzeg OGL - Głubczyce OK - Kędzierzyn-Koźle OKL - Kluczbork OKR - Krapkowice ONA - Namysłów ONY - Nysa OOL - Olesno OP - Opole (cidade) OPO - Opole (Powiat) OPR - Prudnik OST - Strzelce Opolskie |
| Subcarpácia | Podláquia | Pomerânia | Silésia |
| RBI - Bieszczadzki (Ustrzyki Dolne) RBR - Brzozów RDE - Dębica RJA - Jarosław RJS - Jasło RK - Krosno (cidade) RKL - Kolbuszowa RKR - Krosno (Powiat) RLA - Łańcut RLE - Leżajsk RLS - Lesko RLU - Lubaczów RMI - Mielec RNI - Nisko RP - Przemyśl (cidade) RPR - Przemyśl (Powiat) RPZ - Przeworsk RRS - Ropczyce - Sędziszów RSA - Sanok RSR - Strzyżów RST - Stalowa Wola RT - Tarnobrzeg (cidade) RTA - Tarnobrzeg (Powiat) RZ - Rzeszów (cidade) RZE - Rzeszów (Powiat)                                                                         | BAU - Augustów BBI - Bielsk Podlaski BGR - Grajewo BHA - Hajnówka BI - Białystok (cidade) BIA - Białystok (Powiat) BKL - Kolno BL - Łomża (cidade) BLM - Łomża (Powiat) BMN - Monki BS - Suwałki (cidade) BSE - Sejny BSI - Siemiatycze BSK - Sokólka BSU - Suwalki (Powiat) BWM - Wysokie Mazowieckie BZA - Zambrów | GA - Gdynia GBY - Bytów GCH - Chojnice GCZ - Człuchów GD - Gdańsk (cidade) GDA - Pruszcz Gdański (Powiat) GKA - Kartuzy GKS - Kościerzyna GKW - Kwidzyń GLE - Lębork GMB - Malbork GND - Nowy Dwór Gdański GPU - Puck GS - Słupsk (cidade) GSL - Słupsk (Powiat) GSP - Sopot GST - Starogard Gdański GSZ - Sztum GTC - Tczew GWE - Wejherowo | SB - Bielsko-Biała (cidade) SBE - Będzin SBI - Bielsko-Biała(Powiat) SBL - Bieruń - Lędziny SC - Częstochowa (cidade) SCI - Cieszyn SCZ - Częstochowa (Powiat) SD - Dąbrowa Górnicza SG - Gliwice (cidade) SGL - Gliwice (Powiat) SH - Chorzów SI - Siemianowice Śląskie SJ - Jaworzno SJZ - Jastrzębie-Zdrój SK - Katowice SKL - Kłobuck SL - Ruda Śląska SLU - Lubliniec SM - Mysłowice SMI - Mikołów SMY - Myszków SO - Sosnowiec SPI - Piekary Śląskie SPS - Pszczyna SR - Rybnik (cidade) SRB - Rybnik (Powiat) SRC - Racibórz SRS - Ruda Śląska actualmente SL ST - Tychy (cidade) STY - Tychy (Powiat) actualmente SBL STA - Tarnowskie Góry SW - Świętochłowice SWD - Wodzisław Śląski SY - Bytom SZ - Zabrze SZA - Zawiercie SZO - Żory SZY - Żywiec |
| Santa Cruz (voivodia) | Vármia-Masúria | Grande Polónia | Pomerânia Ocidental |
| TBU - Busko-Zdrój TJE - Jędrzejów TK - Kielce (cidade) TKA - Kazimierza Wielka TKI - Kielce (Powiat) TKN - Końskie TLW - Włoszczowa TOP - Opatów TOS - Ostrowiec Świętokrzyski TPI - Pińczów TSA - Sandomierz TSK - Skarżysko-Kamienna TST - Starachowice TSZ - Staszów | NBA - Bartoszyce NBR - Braniewo NDZ - Działdowo NE - Elbląg (cidade) NEB - Elbląg (Powiat) NEL - Ełk NGI - Giżycko NGO - Gołdap NIL - Iława NKE - Kętrzyn NLI - Lidzbark Warmiński NMR - Mrągowo NNI - Nidzica NNM - Nowe Miasto Lubawskie NO - Olsztyn (cidade) NOE - Olecko NOG - Olecko - Gołdap - actualmente NOE ou NGO NOL - Olsztyn (Powiat) NOS - Ostróda NPI - Pisz NSZ - Szczytno NWE - Węgorzewo                                | PCH - Chodzież PCT - Czarnków - Trzcianka PGN - Gniezno PGO - Grodzisk Wielkopolski PGS - Gostyń PJA - Jarocin PK - Kalisz (cidade) PKA - Kalisz (Powiat) PKE - Kępno PKL - Koło PKN - Konin (Powiat) PKO - Konin (cidade) actualmente PN PKR - Krotoszyn PKS - Kościan PL - Leszno (cidade) PLE - Leszno (Powiat) PMI - Międzychód PN - Konin (cidade) PNT - Nowy Tomyśl PO - Poznań (cidade) POB - Oborniki POS - Ostrów Wielkopolski POT - Ostrzeszów POZ - Poznań (Powiat) actualmente PZ PP - Piła PPL - Pleszew PRA - Rawicz PSE - Śrem PSL - Słupca PSR - Środa Wlkp. PSZ - Szamotuły PTU - Turek PWA - Wągrowiec PWL - Wolsztyn PWR - Września PZ - Poznań (Powiat) PZL - Złotów | ZBI - Białogard ZCH - Choszczno ZDR - Drawsko Pomorskie ZGL - Goleniów ZGR - Gryfino ZGY - Gryfice ZK - Koszalin (cidade) ZKA - Kamień Pomorski ZKL - Kołobrzeg ZKO - Koszalin (Powiat) ZLO - Łobez ZMY - Myślibórz ZPL - Police (Powiat) ZPY - Pyrzyce ZS - Szczecin ZSD - Świdwin ZSL - Sławno ZST - Stargard Szczeciński ZSW - Świnoujście ZSZ - Szczecinek ZWA - Wałcz |

- U - Exército
- HP - Polícia
- HW - Guarda Raiana
- HK - Agência de Segurança Pública
- HB - Agência de Segurança Governamental
- HS - Controlo Fiscal